# 戰術犯規
在体育比賽中，戰術犯規是一种故意的犯规行为，目的是阻止对手得分或進球。

## 足球
在足球比賽中，戰術犯規是指后卫对进攻球员做出犯规行為，以阻止對手進攻，或者是己方極有可能被對手攻入一球的情況下故意手球犯规。雖然裁判會判給對手任意球或点球，但進球機會明顯比不犯規時的機會小。所以此時防守球员會对进攻球员进行战术犯规或故意手球。根据犯规的情况，犯规球员会被警告或被罚下。

## 经典例子
2010年世界杯八強賽，烏拉圭对加納，正規90分鐘打成1-1平手，進入加時賽。在加时赛的最后阶段两队仍是1-1。這時加纳一次頭球頂向空門，門前的乌拉圭球员苏亚雷斯故意將皮球用手打走，当即被罰红牌出场，加納亦獲得一記點球，不过加納射手吉安卻射失。已被驅逐出場的蘇亞雷斯看到加纳射失點球後，在球员通道狂喜庆祝。最終加時結束兩隊比數仍然是1-1，以互射十二碼決定勝負，结果乌拉圭获得胜利晉級。